# Siabang Abang
Siabang Abang is een bestuurslaag in het regentschap Karo van de provincie Noord-Sumatra, Indonesië. Siabang Abang telt 468 inwoners (volkstelling 2010).